# هزار روپیه
هزار روپیه (به تامیلی: Aayiram Roobai) و (به انگلیسی: Thousand Rupees) فیلمی هندی محصول سال ۱۹۶۴ و به کارگردانی کی. اس گوپالکریشنان است. در این فیلم بازیگرانی همچون جیمینی گانسام، ساویتری و ناگش ایفای نقش کرده‌اند.